# Traveling (MASTERLINKの曲)
「Traveling」（トラベリング）はMASTERLINKの1枚目のシングル。

## 概要
記念すべきメジャーデビュー作品で、カップリングはm-floの☆Taku Takahashiによる表題曲のリミックスを収録。スカパー!・チバテレビ「MUSIC FOCUS」・長野朝日放送「情報パラダイス」6月度エンディング・テーマ及びテレビ埼玉「ごごたま」天気予報内BGM。日本テレビ系「ハッピーMusic」のパワープレイとしても起用されている。

### 批評
CDジャーナルは「一気にワールドワイドの市場狙いを感じる作品」と評する一方、「国内のヒットを狙うには日本語のリリックもあってもよかった」といった要望も出た。

## 収録曲
1. Traveling
作詞・作曲：NARU　編曲：MASTERLINK
2. Miss You
作詞・作曲：NARU　編曲：MASTERLINK
3. Traveling（TAKU REMIX）
Remix：☆Taku Takahashi